# Камінь Фаль
Камінь Фаль ірл. Lia Fáil — «світлий», «блискучий», «достаток», «знання») — один з чотирьох дарів племен богині Дану, принесений з Фаліаса та встановлений у Тарі. За легендою камінь вигукував, коли на нього ставали Верховні королі Ірландії. Саму Ірландію називали Долиною Фаль або ж просто Фаль через той камінь.
Традиційні перекази кажуть, що камінь розколов Кухулін, після чого той вигукнув знову лише під Конном Сто Битв (II століття).
Відповідно до Еліаде необроблений камінь символізував хаос, а крик під час вступу короля — опір того хаосу процесу впорядкування.

## Галерея

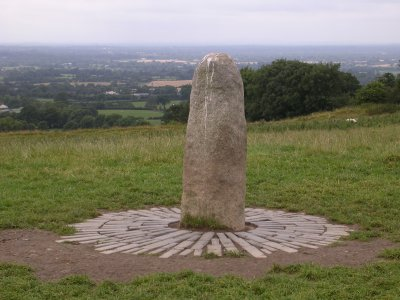
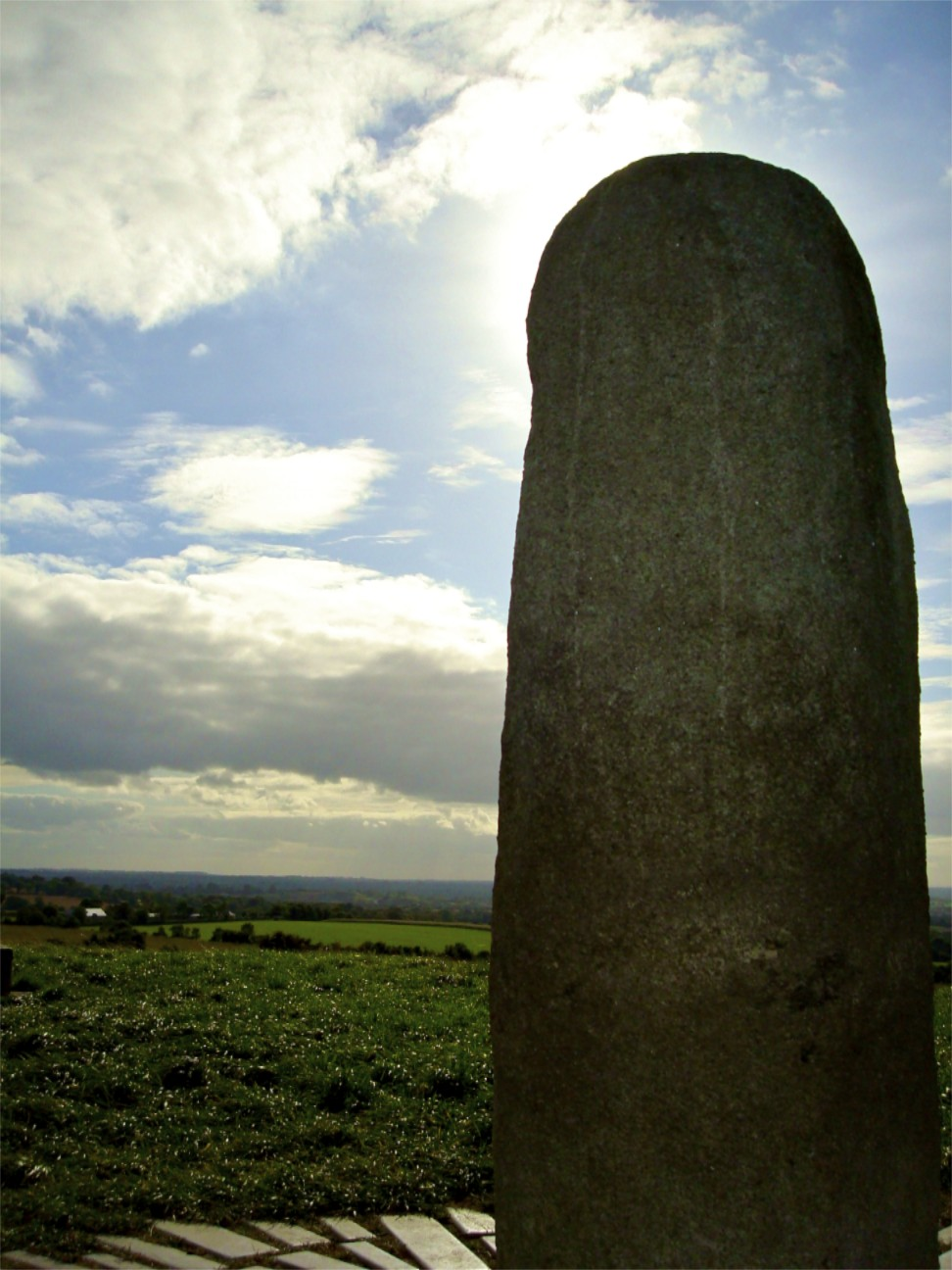
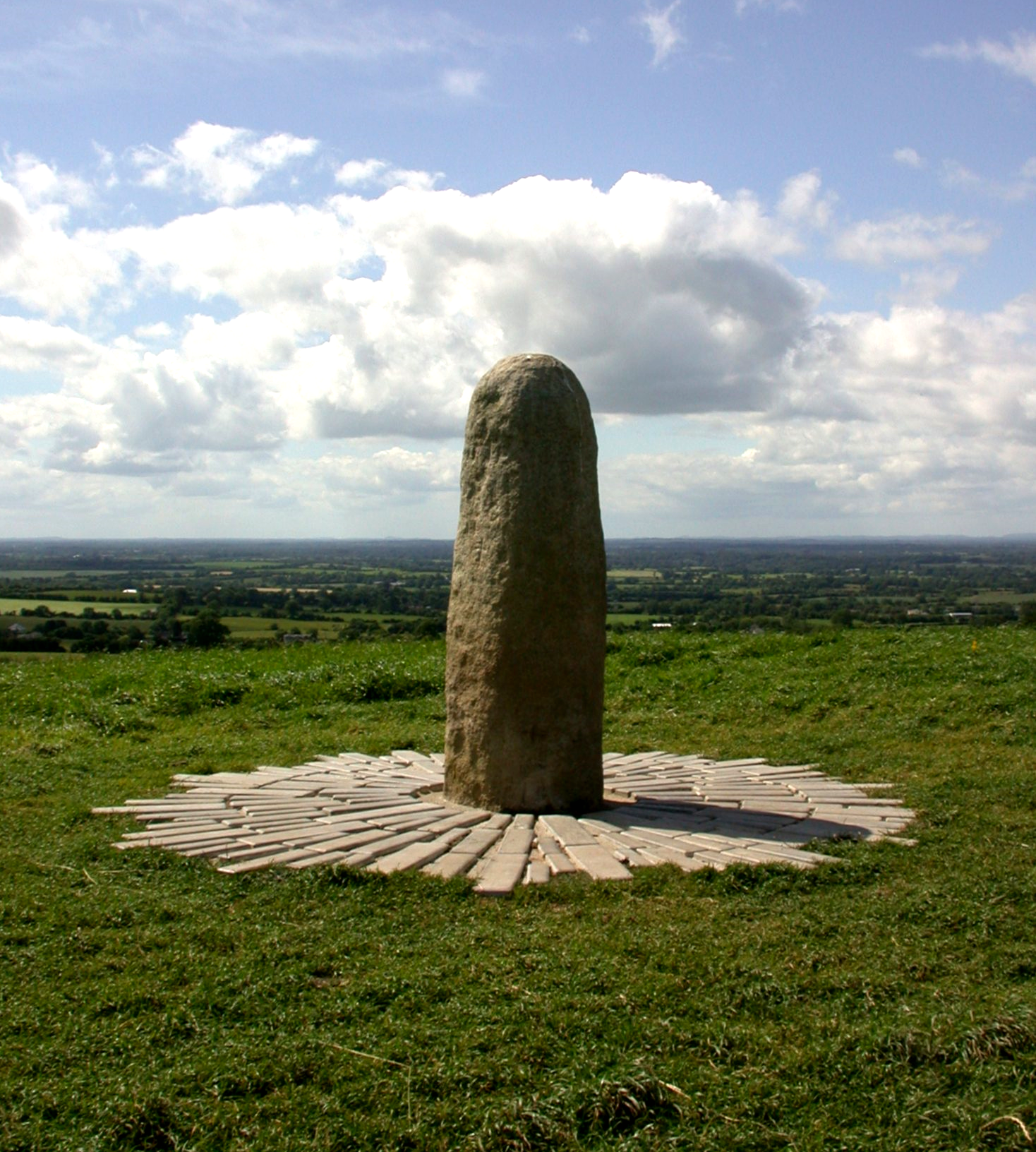
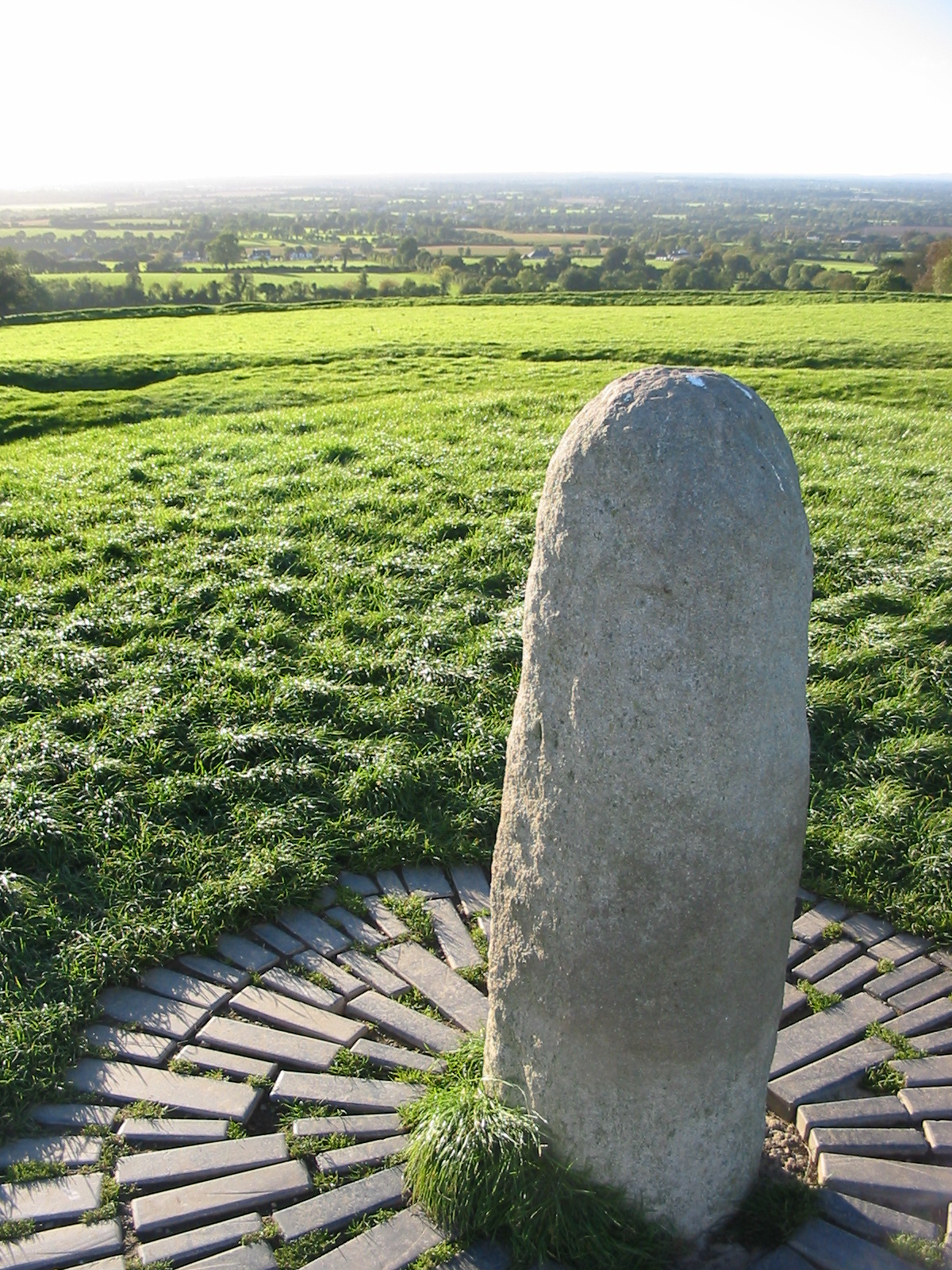
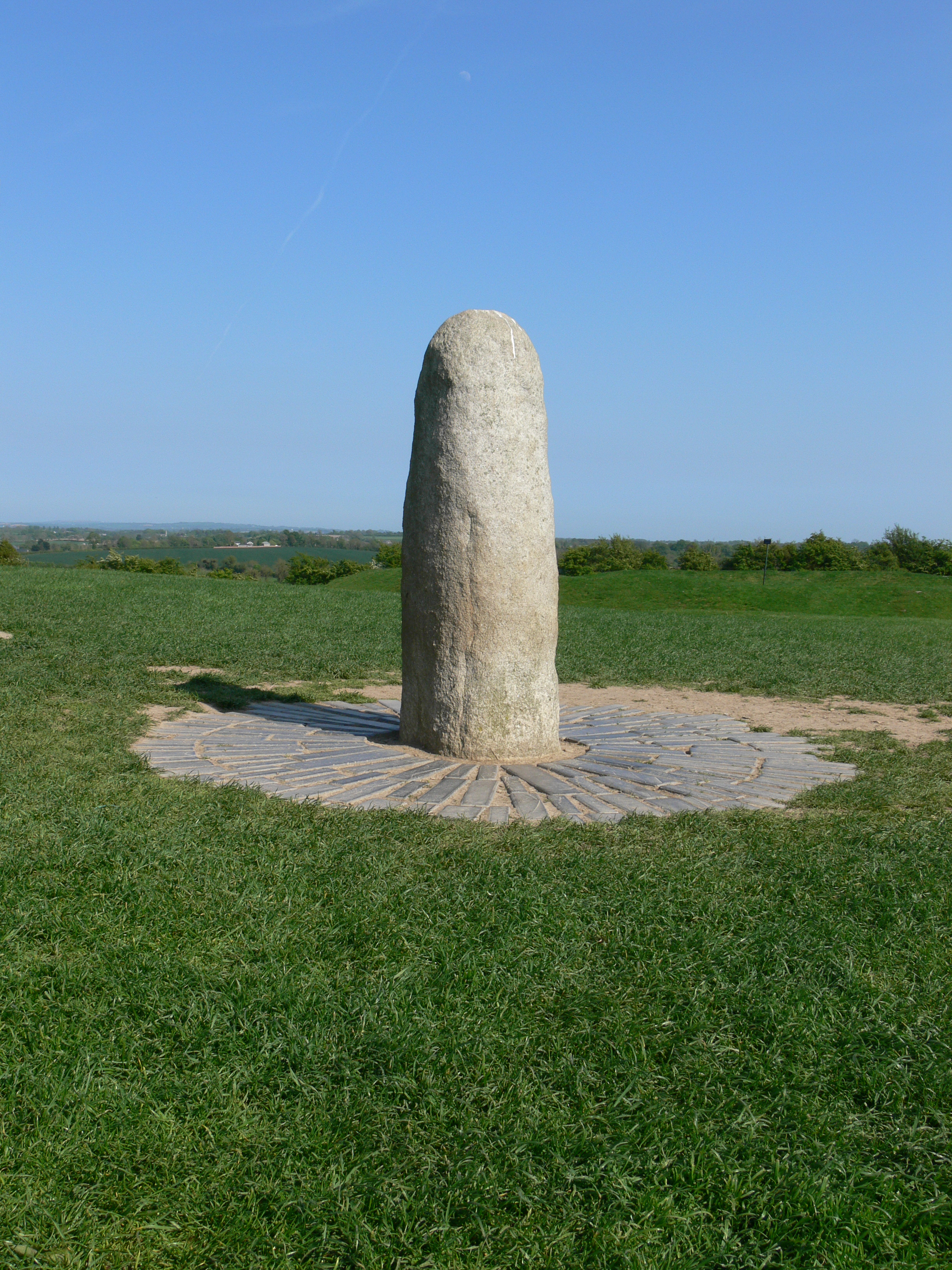